# 지바 은행
지바 은행(千葉銀行 지바긴코[*])은 일본의 지방은행이다. 지바현을 주된 영업 지역으로 하고 있다.